# Lok (Eslováquia)
Lok é um município da Eslováquia, situado no distrito de Levice, na região de Nitra. Tem 17,2 km² de área e sua população em 2018 foi estimada em 939 habitantes.

## Demografia
| Ano:        | 1994 | 2004   | 2014   | 2024    |
| ----------- | ---- | ------ | ------ | ------- |
| Broj ljudi: | 1014 | 980    | 958    | 1072    |
| Razlika:    |      | -3,35% | -2,24% | +11,89% |

| Ano:               | 2023 | 2024   |
| ------------------ | ---- | ------ |
| Número de pessoas: | 1082 | 1072   |
| Diferença:         |      | -0,92% |